# 2008 en économie (activité humaine)
 (août 2008).
Si vous disposez d'ouvrages ou d'articles de référence ou si vous connaissez des sites web de qualité traitant du thème abordé ici, merci de compléter l'article en donnant les références utiles à sa vérifiabilité et en les liant à la section « Notes et références ».
| • Chronologie générale de l'économie • |

| • Chronologie générale de l'économie • |

| Années de l'économie : 2005 - 2006 - 2007 - 2008 - 2009 - 2010 - 2011    |
| Décennies de l'économie : 1970 - 1980 - 1990 - 2000 - 2010 - 2020 - 2030 |

Cet article présente les faits marquants de l'année 2008 en économie. L'année 2008 est particulièrement marquée par une crise économique mondiale.

## Mois par mois

### Janvier
- 1er janvier : Malte (lire maltaise) et Chypre (livre chypriote) sont les 14e et 15e États de l'Union à adopter l'euro [1].
- 2 janvier : le prix du pétrole atteint 100 $ par baril — le plus haut dans l'histoire.
- 11 janvier : le lingot dépasse les 19 300 euros jouant à nouveau son rôle de valeur refuge face aux incertitudes boursières et économiques.
- 15 janvier - États-Unis : la première banque américaine Citigroup, plombée par la crise des subprimes, annonce pour le seul quatrième trimestre 2007, des pertes de l'ordre de 9,8 milliards de dollars. Toutes les bourses financières du monde plongent à nouveau.
- 21 janvier : « Lundi noir » sur les principales places boursières du monde.

### Février
- 9 février - G7 : Réunis à Tokyo pour deux jours, les ministres des Finances et les responsables des banques centrales reconnaissent que la croissance mondiale risquerait un ralentissement « à plus ou moins court terme ». Selon le FMI, les pertes financières globales liées à la crise des subprimes pourraient s'élever à plus de 400 milliards répartis entre banques américaines, européennes et asiatiques.
- 21 février - Environnement, neutralité carbone : Cinq pays — Costa Rica, Islande, Monaco, Norvège et Nouvelle-Zélande — se sont engagés à orienter leur économie vers une neutralité carbone en réduisant fortement leurs rejets de CO2. Le Costa Rica est à l'origine de cette initiative, reprise par le Programme des Nations unies pour l'environnement. Les pays signataires s'engagent à devenir « climatiquement neutre » d'ici 2021.
- 22 février :
  - Football : Nike rafle à Adidas le contrat d'équipementier des Bleus pour la période 2011-2018, pour 320 millions d'euros sur huit ans, ce qui en fait le maillot le plus cher du monde.
  - Le groupe des Banques populaires annonce le rachat pour 2,1 milliards d'euros des sept banques régionales de HSBC.
- Fin février : Le film Bienvenue chez les Ch'tis a un record de 10 787 spectateurs au cinéma. Son audience ne cesse de croître.

### Mars
- Samedi 1er mars : 
  - Affaires : Le Pentagone choisit l'européen EADS et le californien Northrop Grumman à la place de Boeing pour moderniser la flotte américaine des 540 avions ravitailleurs de l'armée américaine, la première partie du contrat concerne 179 avions pour un montant de 35 milliards de dollars. Le nouvel avion KC-45A, surnommé « citerne volante », pourra aussi transporter du fret. Il s'agit d'un contrat qui pourrait dépasser les 100 milliards de dollars sur trente ans. Une usine sera créée à Mobile qui emploiera sur place mille trois cents personnes. La bataille a duré sept ans avec de nombreux rebondissements.
  - Entreprises : Après une bataille de plusieurs mois, les brasseurs Carlsberg (marques Carlsberg, Tuborg, Hoslten…) et Heineken (marques Heineken, Amstel…) ont annoncé le rachat de Scottish & Newcastle (marques Kronenbourg, Baltika, Grimbergen…) pour 10,4 milliards d'euros.

- Mardi 4 mars : 
  - Union européenne : 
    - Le président de la Commission européenne, José Manuel Durão Barroso estime que « La force de l'euro est un signe de confiance dans l'économie européenne [...] Si l'économie européenne n'affichait pas d'aussi bonnes performances, l'euro ne serait pas à ce niveau ».
    - Le service d'aide humanitaire de la Commission européenne décide d'allouer une somme de 160 millions d'euros en 2008 au Programme alimentaire mondial par l'intermédiaire de son programme Écho qui s'est engagé à couvrir les besoins de financement de produits alimentaires de 17 pays principalement africains. Ce montant servira à diminuer le besoin de financement du programme qui se monte à 500 millions de dollars (325 millions d'euros), soit l'équivalent d'une aide annuelle pour 18,7 millions de personnes.

- Jeudi 6 mars : 
  - Crise financière : La crise des subprimes américains aurait à ce jour causé 160 milliards d'euros de dépréciations reconnues dont 11 milliards directs pour les banques françaises (Crédit agricole 4,1 G€, Société générale 2,9 G€, Natixis 1,4 G€, BNP 1,2 G€…).
  - Milliardaires : Édition du classement 2008 du magazine Forbes des 1 125 milliardaires du monde contre 946 en 2007. Parmi eux : 469 Américains, 87 Russes, 53 indiens… 18 Brésiliens et 14 Français.

- Samedi 8 mars : 
  - Environnement : Un cargo chinois transportant 4 300 tonnes de bois tropicaux en provenance de la République démocratique du Congo a été intercepté au large de Ouistreham (Calvados) par des militants de l'organisation Greenpeace et badigeonné de slogans pour dénoncer le pillage des forêts tropicales. Selon Greenpeace, la France, qui s'est engagée à lutter contre le commerce illégal du bois et à développer des mécanismes de financement innovants pour éviter la déforestation, reste le premier importateur de bois en provenance de la RDC dont une part très importante provient de zones d'exploitation sauvage. Elle demande à la France de faire de l'adoption d'une loi « rendant impossible l'importation de bois issu du pillage des forêts tropicales une des priorités de sa [prochaine] présidence de l'Union européenne ».

- Dimanche 9 mars :
  - Affaires : Dans une interview au Journal du dimanche, le président de Renault, Carlos Ghosn affirme vouloir commercialiser une voiture fonctionnant à l'électricité, « 100 % propre », au plus tard en 2012 et confirme ses ambitions de développer « une offre massive » de véhicules électriques sur le marché mondial. Pour la seule Europe occidentale, il évalue le potentiel du marché entre 1,5 et 2 millions par an. Un premier modèle Nissan sera vendu en Californie dès 2010 et en Israël en 2011.
  - Espace : Lancement réussi du cargo spatial automatique européen, le vaisseau Jules-Verne du 20 tonnes. Il a été porté par la nouvelle version ES de la fusée Ariane 5. Il devrait s'arrimer automatiquement à la Station spatiale internationale le 3 avril prochain. Dans son premier chargement on trouve 9,5 tonnes d'eau, de la nourriture, des vêtements, du carburant et du matériel scientifique. Son coût de conception et de construction est de 1,4 milliard d'euros. D'ici 2015, quatre autres cargo seront lancés, soit en moyenne un tous les dix-huit mois.

- Mardi 11 mars :
  - Chine : L'inflation atteint 8,7 % en rythme annuel. Il s'agit de son plus fort niveau depuis mai 1996. Le pays compte 107 milliardaires de dollars (3 en 2004, 7 en 2005 et 15 en 2006).

- Jeudi 13 mars : Le baril de pétrole atteint un nouveau record à 110,13 dollars.

- Mardi 25 mars : 
  - Affaires : 
    - Le groupe Suez annonce la signature d'un contrat géant à Ras Laffan au Qatar concernant la production d'eau dessalée et d'électricité pour 3 millions de personnes. La part de Suez dans ce contrat de 25 ans est de 20 %.
    -  : Le groupe Peugeot annonce la production de la millionième Peugeot 207.

- Mercredi 26 mars :
  - Entreprises : le groupe automobile indien Tata annonce le rachat des deux marques prestigieuses de l'automobile britannique Jaguar et Land Rover, pour 2,3 milliards de dollars au groupe Ford.
  - Quelque 200 000 petits épargnants allemands sont victimes d'une « escroquerie majeure » par Securenta une filiale du groupe Göttingen, lui-même déjà placé en redressement judiciaire depuis l'été dernier pour escroquerie. Le total des pertes se monte à 900 millions d'euros; de plus, les épargnants pourraient être obligés de continuer à verser une contribution pendant plusieurs années.
  - Investissements : inauguration du nouveau terminal 2 de l'aéroport de Pudong-Shangaï (550 000 m2) avec une capacité de 30 millions de passagers doublant la capacité de l'aéroport desservi par 15 compagnies aériennes.

- Samedi 29 mars : 
  - Crise financière : La BaFin, l'autorité allemande de contrôle du secteur bancaire évalue « dans le pire des cas » à 600 milliards de dollars l'impact de la crise du subprime sur la finance internationale, mais le plus probablement le montant devrait être de 430 G$. Les pertes actuellement reconnues se montent à 295 G$. De plus, elle redoute une contamination vers les fonds spéculatifs, les assurances et les caisses de retraite.

- Lundi 31 mars : Le gouvernement irakien annonce une commande importante d'avions de ligne pour reconstituer la compagnie nationale Iraqi Airways dont les avions avaient été dispersés en 1990 dans plusieurs pays (Jordanie, Tunisie et Iran). La commande porte sur 40 Boeing 737 et 787, une option sur 10 Boeing 737 supplémentaires et une autre commande à l'avionneur Bombardier.

### Avril
Pour le premier trimestre 2008 :
- Toyota devient le premier constructeur mondial d'automobiles avec 2,41 millions (+2,7 %) vendues contre 2,25 (-1 %) pour Général Motors.
- Les compagnies aériennes américaines annoncent de nouvelles pertes importantes pour le trimestre : Delta Airlines (-6,4 milliards $), Northwest (4,1 milliards $)…
- Airbus a livré 123 avions et a engrangé 395 commandes; Boeing a livré 115 avions et a engrangé 391 commandes.
- Les chiffres clé de l'économie chinoise sont : croissance +10,6 %, investissements +24,6 %, production industrielle +16,4 %, inflation +8,0 %. Mais ce qui inquiète les autorités c'est l'augmentation des denrées alimentaires à +21,0 % due à cinq semaines d'intempéries en janvier, une spéculation liée à la production massive de biocarburants et une paysannerie se détournant de la riziculture et de la culture vivrière pour s'orienter vers l'exportation de production à plus forte valeur ajoutée.
- L'Union de banques suisses (UBS) prévoit une perte de 7,6 milliards d'euros et le Crédit suisse une perte de 2,5 milliards d'euros.

Dates non-déterminées :
- À la suite de la décision simultanée de l'Inde, du Viêt Nam et du Cambodge d'interrompre leur exportation de riz, et de la Thaïlande (premier producteur) de les réduire, les cours se sont envolés de 40 % en trois jours. Selon la FAO : « Les émeutes de la faim risquent de s'étendre si les dirigeants mondiaux ne prennent pas de mesures radicales », malgré une hausse de la production mondiale de 2,8 %, estimée pour 2008, essentiellement grâce aux cultures OGM.
- Fin mars 2008, en un an, selon la société d'études Realty Trac, les saisies immobilières aux États-Unis, ont augmenté de 57 % et les reprises par les banques ont augmenté de 129 %. Selon la société DataQuick Information System, 405 000 Américains ont perdu leur maison en 2007. Le New York Times prévoit une chute des prix immobiliers de 40 à 50 % d'ici le printemps 2009, sur les régions de Los Angeles et de Miami.

Chronologie
- Vendredi 4 avril : Le constructeur brésilien Embraer, troisième constructeur mondial toutes catégories, annonce le lancement de deux nouveaux avions biréacteurs d'affaires livrables à partir de 2012; le "Midlight Jet" (6 passagers, 4 200 km) et le "Midsize Jet" (8 passagers, 5 500 km).
- Lundi 7 avril : 
  - L'ancien président de la Fed, Alan Greenspan estime que l'économie occidentale est à un « carrefour » avec une hausse des pressions inflationnistes, et que les risques de récession aux États-Unis dépassent les 50 % après une « absence significative d'inflation depuis 15 ans ».
  - Nestlé annonce la vente à Novartis (no 4 mondial de la pharmacie) de 77 % d'Alcon, leader mondial des produits ophtalmiques, pour 38 milliards d'euros — 24,85 % immédiatement pour 11 milliards d'euros et le complément d'ici 2011.
  - Dans le cadre de son plan de « neutralité carbone », la banque Dexia achète à EDF Énergies Nouvelles un parc de dix éoliennes en construction en Basse-Normandie et qui devrait produire 20 mégawatts. D'autre part, plus de 60 % de ses investissements accordés concernent le secteur des énergies renouvelables.
  - Les prévisions du FMI pour 2008 et 2009 suscitent de fortes critiques de la part des responsables politiques et économiques de l'Europe.

- Mardi 8 avril :
  - Eurotunnel annonce le premier bénéfice de son histoire avec 1 million d'euro après vingt ans de pertes (CA 775 M.€ +6 %, Ebitda 439 M.€ +12 %). Une augmentation de capital devrait avoir lieu en juin prochain.
  - Ouverture du procès, après plusieurs années d'instructions, opposant Deutsche Telekom à seize mille de ses actionnaires représentés par quelque 800 cabinets d'avocats.
  - Selon le FMI qui a qualifié la crise actuelle d'« échec collectif » pour le système financier international, la crise des marchés de crédit devrait coûter 945 milliards de dollars au système financier. La part de la crise du subprime (crédits immobiliers à taux variables) se monterait à 565 millions d'euros le reste seraient les pertes sur les crédits à la consommation, aux entreprises et à l'immobilier professionnel.
  - Les reventes de logements ont chuté en unités de 21,4 % entre février 2007 et février 2008.
- Mercredi 9 avril : Le constructeur Boeing annonce un troisième retard dans la livraison de son premier Boeing B787 "Dreamliner". Il s'agit de la troisième annonce, ce qui porte à quinze mois le retard par rapport à l'estimation de la première livraison, prévue pour mai 2008 à la compagnie All Nippon Airways. Ce nouveau retard serait dû à de nouvelles révisions de la conception et à de nouvelles séries de tests. Les livraisons, à fin 2009 sont réduites à 25 contre 109 à l'origine. Boeing annonce aussi une version plus courte en 2010 et une plus longue en 2012 (B787-9). À ce jour, le nouvel avion B787 est commandé à 892 exemplaires pour un montant global de 154 milliards de dollars ce qui constitue un record absolu dans l'histoire de l'aviation civile.

- Vendredi 11 avril : L'euro bat un nouveau record historique face au dollar à 1,5913.

- Samedi 12 avril : 
  - Le constructeur Citroën commence la commercialisation de sa nouvelle Citroën C5, qu'il espère vendre à 230 000 exemplaires d'ici fin 2009. La nouvelle C5 bénéficie du nouveau système de production s'inspirant de celui de Toyota avec vérification de 1 500 points sur chaque voiture tout au long de la chaîne de production, ce qui permet de limiter les retouches en fin de fabrication et de réduire par deux les coûts de garantie au client.
  - Selon l'hebdomadaire Der Spiegel, l'ex-président du conseil de surveillance du groupe Siemens de 1992 à 2005, Heinrich von Pierer (en), aurait couvert les agissements de corruption, d'un montant de 1,3 milliard d'euros, révélés en novembre 2006, ce qu'il a toujours nié. Dès 2004, le directoire aurait été informé par des rapports et au moins dès 2003, des caisses noires existaient chez Siemens. La corruption aurait aussi touché le secteur de l'énergie (PTD).
  - Selon les experts du FMI, le parc mondial de voitures particulières devrait quintupler à l'horizon 2050, passant de 600 millions à 2 900 millions, dont 2 000 millions dans les pays dits aujourd'hui émergents. Ils estiment que les ménages envisagent l'acquisition d'un véhicule à partir d'un revenu annuel de cinq mille dollars.
  - Lors de la grande vente annuelle de fourrure, Koppenhagen Fur, plus de 4,7 millions de peaux de visons ont été écoulées aux enchères pour 174 millions d'euros.
- Dimanche 13 avril : Les participants au sommet du G7 des finances déclarent être « préoccupés » (concerned) par les « fluctuations brutales entre les grandes monnaies » et par « leur impact possible sur la stabilité économique et financière ». Il s'agit de fait d'un ultimatum au dollar et aux banques, d'une fermeté inhabituelle, pour exiger d'enrayer la baisse du dollar et de clarifier les expositions des banques aux risques. Par rapport aux banques, il s'agit d'un véritable ultimatum - elles ont cent jours pour s'exécuter : elles doivent rendre des comptes transparents — révéler leurs réelles expositions aux risques —, renforcer rapidement leurs fonds propres si nécessaire, adopter les standards de comptabilisation de l'IASB et renforcer leurs pratiques de gestion des risques.

- Mardi 15 avril : 
  - Les pertes liées à la crise des subprimes, hors dépréciations des actifs, se monteraient à 422 milliards de dollars, dont 90 milliards pour les banques américaines.
  - En un an (1er avril 2007 au 31 mars 2008), l'émirat du Koweït a engrangé 72,2 milliards de dollars en revenus pétroliers, soit une hausse de 127 % par rapport aux prévisions.
  - Selon le Commissaire européen aux Affaires économiques, Joaquín Almunia, la taux de change actuel de l'euro est situé « au-dessus » du niveau "cohérent" avec la réalité économique.
  - Selon la banque JPMorgan Chase, la City de Londres pourrait perdre quarante mille emplois en raison de la crise financière, soit 5 % des emplois de la place.
  - Les entrées nettes de capitaux aux États-Unis aurait augmenté de 64,1 milliards de dollars en février contre 35,7 milliards en janvier, soit un montant supérieur au déficit commercial de février (62,3 milliards de dollars).
  - Selon le vice-président du groupe pétrolier Lukoil, Léonid Fedoun, dans une interview au Financial Times, la production russe de pétrole (10 millions de barils par jour) a atteint son sommet en 2007 : « la période de croissance intense de la production de pétrole est terminée » à l'instar de ce qui se produit en mer du Nord et au Mexique.

- Mercredi 16 avril : 
  - Selon Eurostat, fin mars 2008, l'inflation dans la zone euro a atteint 3,6 % sur un an contre 1,9 % il y a un an.
  - L'euro atteint un nouveau sommet à 1,597 0 dollar.

- - Selon une étude de l'institut Harris Interactive : Le nombre de jours de congés, sans compter les week-ends et les jours fériés, se monte à 37 jours pour la France, 33 jours pour l'Italie, 31 jours pour l'Espagne, 28 jours pour les Pays-Bas et l'Autriche, 27 jours pour l'Allemagne, 26 jours pour la Grande-Bretagne et… 14 jours pour les États-Unis.
  - Selon une étude menée auprès de dix-sept courtiers (traders) de la City, les plus enclins à prendre des risques sont ceux qui ont les taux de testostérone les plus élevés. Ce sont aussi eux qui réalisent les meilleurs gains boursiers.

- Vendredi 18 avril : 
  - Le gouvernement espagnol adopte un plan de relance de 18 milliards d'euros sur deux ans : restitution de 400 € pour chaque contribuable de l'impôt sur le revenu (6 milliards d'euros), suppression de l'impôt sur la fortune (1,8 milliard d'euros), accélération de la restitution de la TVA aux entreprises, passage à 3 milliards d'euros du fonds de garantie des crédits aux PME, lancement de grands travaux et de mesures pour construire 150 000 logements sociaux supplémentaires par an.
  - Au Burkina Faso, le directeur général de la Sofitex annonce que le gouvernement du premier ministre Tertius Zongo, va autoriser la culture de 15 000 hectares de coton Bt (de Monsanto) résistant aux insectes ravageurs dès la campagne 2008-2009, pour pallier le manque actuel de compétitivité du coton burkinabé. La production du coton qui est le principal produit d'exportation du pays a été réduite fortement en deux ans passant de 700 000 tonnes en 2005-2006 à 360 000 tonnes lors de la dernière campagne 2007-2008 pour une recette de 400 millions d'euros. Les tests auraient montré que le coton Bt Bollgard II permettrait de réduire le nombre de traitements insecticides contre les insectes et va tripler le rendement.
  - Dépréciations et provisions dans les comptes des grandes banques (en milliards de dollars) : UBS (38,0), Citigroup (35,9), Merrill Lynch (34,6), Royal Bank of Scotland (24,0), Bank of America (16,2), Morgan Stanley (12,6), HSBC (12,4).

- Lundi 21 avril : 
  - La Banque d'Angleterre annonce un plan de sauvetage historique de 50 milliards de livres sterling (63 milliards d'euros) pour juguler la crise financière qui menace l'économie du pays. Après la nationalisation de banque Northern Rock, la deuxième banque du pays, la Royal Bank of Scotland, annonce le prochain lancement d'une augmentation de capital de 12 à 15 milliards d'euros, pour combler sa perte proche de 8 milliards d'euros. Le plan de sauvetage est basé par le rachat aux banques de leurs crédits immobiliers en échange d'obligations d'État d'une durée de un an reconductible sur trois ans. Cette initiative historique devrait permettre de restaurer la confiance entre institutions financières, d'abaisser les coûts de refinancement et de détendre l'ensemble du marché du crédit, vérolé par la crise du subprime. Par contre, la Banque d'Angleterre exige de connaître la réalité des situations et exige la consolidation des fonds propres.
  - En visite au Japon, le commissaire européen au Commerce, Peter Mandelson exhorte le Japon à s'ouvrir aux investissements étrangers. Selon lui, les investissements européens au Japon ne représentent que 3 % des investissements japonais en Europe.
  - Selon Der Spiegel et Süddeutsche Zeitung, les dépositions judiciaires de deux anciens cadres de la filiale Siemens Business Services, impliqueraient directement le patron de Siemens, Heinrich von Pierer dans une affaire de pots-de-vin versés pour un contrat avec l'Argentine en 2002-2003 pour un montant de 10 millions d'euros. Selon l'ancien responsable du service anticorruption de Siemens, Heinrich von Pieter était au courant d'autres versements frauduleux en Italie dès 2004.
  - Le promoteur immobilier français Pierre & Vacances annonce la construction d'ici 2013 au Maroc de plusieurs résidences pour un total de 10 000 lits, ce qui représente un investissement global de 270 millions d'euros.

- Mardi 22 avril : 
  - L'euro franchit la barre des 1,60 dollar avec un cours à 1,6002 à la suite de la publication de l'indice américain des reventes de logements anciens en baisse de 2 % en rythme annuel (4,93 millions d'unités).
  - Le baril de brut atteint un nouveau niveau historique à New York (119,72 $) et à Londres (116,75 $) après que le groupe Shell annonce de nouveaux sabotages sur ses oléoducs du Nigeria. L'Opep annonce que ses membres vont globalement augmenter leur production de pétrole de 5 millions de barils par jour d'ici 2012, alors que les besoins sont estimés à 32 millions supplémentaires.
  - Au Chili, trois importantes mines du géant Codelco, premier producteur mondial de cuivre, sont désormais paralysées par une grève des mineurs. Le cours du cuivre à la bourse des métaux de Londres (LME) frôle les 8 500 $ la tonne.

- - EADS Défense et sécurité rachète la société californienne PlantCML (CA2007 200 millions $, 700 salariés), spécialisée sur le marché de la sécurité, pour 350 millions de dollars au fonds Golden Gate Capital (en). Elle gère les centres d'appel d'urgence de grandes villes, le "911" et des centres de radio mobile professionnel (pompiers, policiers, gardes mobiles, ambulanciers, agences de sécurité…).
  - La société suisse Bally (CA2007 311 millions €) est revendue pour 300 millions d'euros par son propriétaire, le fonds américain Texas Pacific Group, au fonds autrichien Labelux de la famille Benckiser. Achetée 183 millions d'euros en 1999, TPG a transformé Bally en une entreprise créative du luxe dans la chaussure, les sacs, les accessoires de mode et un peu de vêtement.
  - Démission du président de Samsung, Lee Kun-hee accusé d'abus de confiance et d'évasion fiscale. Samsung est, depuis 1987, le premier et plus puissant groupe industriel coréen.
  - Selon le bureau de surveillance de l'Eurex, la Société générale aurait à plusieurs reprises été mise en garde sur les agissements du trader Jérôme Kerviel sur le marché à terme. Le 19 octobre 2007, il négocie 6 000 contrats à terme d'une valeur de 1 milliard d'euros alors que le plafond total des huit traders de la Société générale était de 125 millions. Le 20 novembre 2007, la banque aurait répondu à Eurex qu'elle avait interrogé le trader et que ses réponses l'avaient satisfaite et que le volume des opérations étaient justifié par l'évolution du marché.

- Mercredi 23 avril : 
  - Le parlement européen vote à la quasi-unanimité, la mise en place de la base juridique du projet Galileo, futur concurrent du système de navigation par satellites (GPS) américain. Les premiers divers segments du projet (30 satellites et leurs lanceurs, logiciels, relais au sol, centres de contrôles…) pèsent 3,4 milliards d'euros. Après l'échec du premier partenariat public-privé en 2007, le projet est financé en puisant dans le surplus du budget agricole ce qui fait de l'Union européenne la propriétaire de Galileo.
  - L'étain bat son plus haut niveau historique à 23 998 dollars la tonne.

- Jeudi 24 avril : 
  - Le prix du demi-quintal de riz atteint sur la Chicago Board of Trade, 25,01 $, soit une hausse de 80 % depuis le début de l'année. Les spécialistes pensent que la hausse va se poursuivre vers un cours de 30 $. Tous les grands pays producteurs (Brésil, Cambodge, États-Unis, Inde, Indonésie, Kazakhstan, Malaisie, Thaïlande, Viêt Nam…) ont pris des mesures pour éviter les surexportations et calmer les valses de prix sur les marchés intérieurs.
  - Le groupe de distribution français Système U annonce l'arrêt du développement de leur dispositif de distribution de bioéthanol, installé en 2006 avec 22 pompes qui distribuent seulement en moyenne un millier de litres par mois. Déclarant que « Force est de constater que cet agrocarburant n'est pas une alternative crédible pour l'avenir », car le bioéthanol a suscité très peu d'adhésion auprès des automobilistes, en produire nécessite une agriculture très polluante en plus de la diminution de la surface cultivable destinée à l'alimentation.
  - Steve Jobs, patron mythique de la firme Apple annonce avoir vendu quelque 151,4 millions d'Ipod et avoir réalisé son meilleur deuxième trimestre de son histoire, cependant la croissance ralentit pour l'iPhone.
  - Le groupe français LVMH, no 1 mondial du luxe, annonce l'achat pour à peu près 250 millions d'euros la société des montres Hublot (CA2007 151 millions FS). Cette dernière rejoint au sein du groupe les montres Tag Heuer, Zenith et Chaumet, ce qui permet à LVMH de devenir confirmer sa place de no 3 mondial après les groupes Richemont (Cartier, IWC, Jaeger…) et Swatch (Omega, Breguet…).
  - Les ventes de logements neufs sur le marché américain ont baissé de 36,6 % en un an, soit le plus bas niveau depuis 17 ans.
  - Le groupe japonais Nintendo annonce avoir vendu, au 31 mars, 24,45 millions de sa console de jeux Wii depuis son lancement en novembre 2006 dépassant largement la Xbox 360 de Microsoft et la PlayStation 3 de Sony.
  - Le Crédit suisse, annonce une nouvelle perte trimestrielle à 2,1 milliards de Francs suisses soit un milliard de plus que ce qui avait été précédemment annoncé.

- Vendredi 25 avril : 
  - Selon le président de la Banque nationale suisse, Jean-Pierre Roth : « Les instruments de mesure et de gestion des risques des banques ont été dépassés par une crise limitée au départ au seul marché des prêts hypothécaires américains. [Il faut] tirer les conséquences de la capacité limitée des banques à mesurer leurs risques et de la capacité modeste des autorités à les surveiller ».
  - La société de téléphonie TeliaSonera annonce une progression trimestrielle de son chiffre d'affaires à 2,67 milliards d'euros (+7,4 %) et de son résultat net à 535,7 millions d'euros (+8,9 %). Une bonne part de sa croissance vient des pays d'Eurasie où la société est implantée (Kazakhstan, Azerbaïdjan, Ouzbékistan et Géorgie) et de ses participations en Turquie et en Russie, ce qui permet de compenser sa stagnation sur ses deux marchés domestiques (Suède et Finlande). Des discussions sont en cours avec France Télécom pour un rapprochement. L'État suédois possède encore 37,3 % de la société et l'État finlandais en possède 13,7 %.

- Samedi 26 avril : 
  - Selon le Sunday Telegraph, l'Office britannique de la concurrence (Office of Fair Trading) soupçonne plusieurs grands distributeurs (Sainsbury, Asda, Morrisons et Tesco) d'ententes sur les prix des produits de beauté et d'épicerie. L'enquête de deux doit être publiée le 8 mai prochain.
  - Un mouvement de grève des 12 000 salariés de la raffinerie écossaise de Grangemouth près d'Edimbourg oblige Britsh Petroleum à couper le pipeline de Forties qui achemine chaque jour 700 000 barils de pétrole depuis 70 champs de production de la mer du Nord, soit 10 % de la consommation britannique en produits pétroliers.
  - Après plusieurs retard depuis deux ans, le second satellite expérimental, Giove-B, construit par Astrium, Thales et Alenia Space, est lancé par Starsem avec une fusée russe Soyouz, depuis le cosmodrome de Baïkonour au Kazakhstan et placé sur orbite à 23 200 km d'altitude. Ce deuxième satellite de 500 kg doit remplacer le premier Giove-A lancé en décembre 2005 et bientôt en fin de vie.
  - Le groupe de télécommunication brésilien Oi Participacoes annonce le rachat de Brasil Telecom pour 5,86 milliards de réis (2,26 milliards d'euros).
  - General Motors annonce la production à partir de juin d'une petite voiture d'entrée de gamme à 10 000 euros, destinée à l'Europe. Conçue en Corée du Sud par le centre de design et d'ingénierie d'Incheon, l'Avéo sera fabriquée en Pologne à 100 000 exemplaires en année pleine. Elle est construite sur la plate-forme technique d'un modèle Daewoo.

- Lundi 28 avril : 
  - Le cours du pétrole atteint 118 $ à la suite des grèves dans une raffinerie écossaise et au Nigeria.
  - Le ministre algérien de l'Énergie et des mines, aussi président de l'OPEP, Chakib Khelil, n'exclut pas l'éventualité d'un baril à 200 $ si la devise américaine poursuit sa chute[2] : « Une baisse de 1 % du dollar provoque une hausse de 4 dollars par baril ».
  - Le groupe d'électronique grand public Sony inaugure près de Bratislava en Slovaquie son plus grand site mondial d'assemblage de téléviseurs à cristaux liquides (LCD) pour le marché européen avec une capacité de 4 millions d'unités par an.
  - Nouvelles prévisions de croissance du PIB 2008 en pourcentage dans les pays de la zone euro (moyenne 1,7 %) : Slovénie 4,2 %, Chypre 3,7 %, Luxembourg 3,6 %, Grèce 3,4 %, Finlande 2,8 %, Malte et Pays-Bas 2,6 %, Irlande 2,3 %, Espagne 2,2 %, Allemagne 1,8 %, Belgique et Portugal 1,7 %, France 1,6 %, Italie 0,5 %.
  - Fin mars, l'inflation sur un an se situe à 3,6 % dans la zone euro et à 3,8 % dans l'Union européenne. Cette inflation devrait se poursuivre sur le même rythme sur toute l'année 2008 et redescendre en moyenne à 2,2-2,4 en 2009, sur la base d'une baisse du pétrole à 100 $.
  - Le gouvernement russe annonce que la Russie doublera en 2009 le prix du gaz qu'elle importe des pays d'Asie centrale à environ 200 dollars le 1 000 m3.

### Mai
- Vendredi 2 mai : L'Inde connait son taux d'inflation le plus haut depuis trois ans et demi avec 7,5 % sur un an, essentiellement en raison de la flambée du prix des matières premières.

- Lundi 5 mai : : La Commission européenne après six mois d'enquête approfondie donne son feu vert à l'acquisition de 39,1 % du constructeur naval Aker Yards par la société sud-coréenne STX Offshore & Shipbuilding pour 800 millions de dollars. La société norvégienne est le leader européen dans la construction de grands bateaux ; elle détient 18 sites dans 8 pays dont 30 % d'Aker Yards France, les ex-Chantiers de l'Atlantique à Saint-Nazaire. L'opération se fait en collaboration avec l'investisseur industriel chypriote John Frederiksen (en).

- Mercredi 7 mai : Publication du rapport annuel de la Banque africaine de développement qui souligne l'urgence d'agir face à la flambée des prix alimentaires, indiquant que 135 millions d'Africains sont concernés par cette urgence. Le prix moyen du riz est passé en trois mois de 373 à 760 dollars la tonne.

- Vendredi 9 mai : 
  - Birmanie : Le cyclone Nargis (2-3 mai) après avoir ravagé le delta de l'Irrawaddy, grenier à riz de la Birmanie (4 % de la production mondiale) fait flamber les cours du riz, qui ont pris 10 % en une semaine, atteignant 941 dollars la tonne. Après 400 000 tonnes livrées sur le marché mondial en 2007, la Birmanie s'était engagée pour 600 000 tonnes dont une grande partie vers le Bangladesh et le Sri Lanka. Seule la Thaïlande dispose encore de stocks suffisants pour alimenter le marché mondial.
  - Israël : Le groupe Renault-Nissan s'allie avec la société Project Better Place (en), pour développer son projet de voiture électrique, dans lequel il va investir 650 millions d'euros.

- Dimanche 11 mai : 
  - Le projet de « Las Vegas » espagnol, appelé Gran Scala (grande échelle), prend du retard et la pose de la première pierre ne pourra être faite, mi-septembre au lendemain de la fermeture de l'exposition universelle de Saragosse. Le consortium ILD n'a toujours pas acheté les deux mille hectares de terrains nécessaires au projet. Le consortium ILD est créé par le Groupe Tranchant (exploitant français de casinos), Aristocrat Leisure (constructeur australien de machines à sous), UFA (groupe d'assurances du Moyen-Orient) et Europtima (promoteur immobilier libanais). Le projet comprend 230 restaurants, 32 hôtels, 32 casinos, 10 musées, 5 parcs à thème, 3 parcours de golf, 1 hippodrome et 1 centre de congrès. L'investissement global représente 17 milliards d'euros, soit 2 milliards d'euros de plus que Disneyland Paris et devrait créer 65 000 emplois.
  - La Chine annonce la création d'un nouveau constructeur aéronautique, Commercial Aircraft Corporation of China (CACC) qui prévoit la construction d'un premier avion commercial de 150 places à l'horizon 2020. Les actionnaires de la nouvelle société sont l'État chinois (30 %), l'avionneur Avic I (25 %), l'avionneur Avic II (25 %) et la ville de Shanghai (20 %).

- Mercredi 12 mai : Le baril de pétrole atteint un nouveau record à 138 dollars.

- Mardi 13 mai : 
  - Le Crédit agricole annonce le lancement d'une augmentation de capital de 5,9 milliards d'euros, pour compenser en partie les 4,1 milliards de pertes avant impôts de l'année 2007, dues à la crise des subprimes, et le 1,2 milliard d'euros de pertes de Calyon, sa filiale de banque de financement et d'investissement, pour le premier semestre 2008.
  - Depuis mi-2007, le montant total mondial des fonds levés par les banques ou sur le point d'être levés est proche de 250 milliards de dollars.
  - Publication d'un rapport de l'OCDE qui estime que la croissance économique du continent africain devrait se situer autour de 6 % en 2008 et 2009, avec cependant deux menaces : l'inflation qui augmente et l'incertitude liée à l'économie américaine.
  - Le groupe Hewlett-Packard (premier constructeur mondial d'ordinateurs) acquiert la société Electronic Data Systems (no 2 mondial des services informatiques) pour 13,9 milliards de dollars. Avec 38 milliards de dollars dans les services, HP se pose désormais en rival d'IBM (53 milliards de dollars) dans les services informatiques.
  - Le groupe italien Finmeccanica annonce le rachat de l'américain DRS Technologies (en) pour 5,2 milliards de dollars (3,4 milliards €). Cet achat permet à Finmeccanica, déjà présent avec le constructeur d'hélicoptère AgustaWestland, de pénétrer le premier marché militaire du monde.

- Mercredi 14 mai : Selon un rapport des services de renseignements allemands, les entreprises allemandes sont de plus en plus menacées par l'espionnage industriel en provenance principalement de deux pays, la Russie et la Chine. Les missions sont menées par des stagiaires, des étudiants, des scientifiques et des espions professionnels. "Les attaques sur Internet représentent la menace la plus dangereuse" et "la plupart des agressions électroniques détectées en ce moment prennent leur source en Chine". Le coût économique de cet espionnage se monterait à vingt milliards € par an.

- Jeudi 15 mai : le constructeur automobile Toyota annonce avoir dépassé le million de Prius vendues depuis leur lancement en 1997. Il s'agit d'une voiture hybride, moteur électrique et moteur thermique, économe en carburant.

- Vendredi 16 mai : 
  - Les banques centrales du Danemark, de Norvège et de Suède, ont mis à la disposition de la banque centrale islandaise, la Sedlabanki, un prêt de 1,5 milliard d'euros, via des mécanismes d'échange de monnaies dans le but de soutenir « sa mission de sauvegarde de la stabilité macro-économique et financière ». Le dynamisme de l'économie islandaise était en partie fondé sur son secteur bancaire tourné vers l'international ce qui les a surexposé à la crise des subprimes américains.
  - Le groupe Michelin révise à la hausse des prévisions de prix des matières premières. Grand acheteur de matières premières (caoutchouc naturel et synthétique, produits chimiques, câbles textiles et métalliques, silice, noir de carbone), le surcoût devrait atteindre 600 millions d'euros en 2008 après 175 millions en 2007.
  - La société d'électricité espagnole Iberdrola annonce qu'elle va investir 8 milliards de dollars (5,13 milliards d'euros) dans le secteur des énergies renouvelables aux États-Unis.
  - Le groupe chimique belge Solvay annonce une colle industrielle biologique capable de remplacer la résine époxy. Elle est fabriquée à base de la glycérine issue des sous-produits et déchets de la fabrication du savon et du biodiesel. Un site pilote français produit déjà 10 000 tonnes de résine à base de glycérine. Une nouvelle usine construite en Thaïlande devrait en produire 100 000 tonnes dès la mi-2010. Ce nouveau produit est compétitif avec un baril de pétrole à 125 $.

- Mercredi 21 mai : 
  - Le cours du pétrole bât son record à 132 dollars le baril.
  - Pour la première fois, la production russe de pétrole est en baisse de 0,3 % sur les quatre premiers mois de l'année 2008. Le premier ministre Vladimir Poutine annonce vouloir baisser la taxe à l'exportation, actuellement de 80 % sur les produits pétroliers, afin de simuler la hausse de l'extraction et la raffinage.
  - La société nationale des chemins de fer russe, la société OAO RZHD va être introduite en bourse avec comme but de lever 16 milliards d'euros pour financer sa prochaine entrée dans le capital de la Deutsche Bahn.
  - Le groupe AMR, maison mère de la compagnie aérienne American Airlines, annonce le retrait définitif de 75 avions, ce qui va entraîner des réductions d'effectifs.

- Jeudi 22 mai : 
  - Le cours du pétrole bât son record à 135 dollars le baril. Le lendemain il redescend vers les 130 dollars.

- Samedi 24 mai : Le baril de pétrole atteint un nouveau record à 144 dollars, avant de redescendre à 140.

- vendredi 29 mai : 
  - L'indice de l'Université du Michigan qui mesure le sentiment des Américains est tombé à 59,8 pour le mois de mai soit son plus bas niveau depuis 1980.
  - L'inflation a atteint en mai, 3,6 % en rythme annuel dans la zone euro.
  - La croissance annuelle indienne s'est maintenue à 9,0 % au 31 mars alors que l'inflation atteint 8,1 % en rythme annuel au 15 mai.

### Juin
- Lundi 2 juin : 
  - Le médiateur de la négociation sur les produits industriels à l'OMC, Don Stephenson suspend sa mission, jugeant inutile de poursuivre les négociations sur la baisse des barrières douanières en l'absence de convergences entre les 152 pays membres.
  - L'OMC condamne en appel les subventions américaines à sa production de coton, ouvrant la voie à une possible demande de sanctions par le Brésil qui a évoqué la somme de 1 milliard de dollars.
  - Le directeur général de l'IATA, Giovanni Bisignani estime que « l'industrie du transport aérien est en crise. Peut-être la plus grande crise à laquelle nous ayons jamais été confrontés ». L'IATA qui représente 240 compagnies aériennes et 94 % du trafic international, anticipe une perte globale de 2,3 milliards de dollars pour l'année 2008 sur la base d'un pétrole à 106,50 dollars le baril et a 6,1 milliards pour un baril à 135,09 dollars. Depuis six mois, vingt compagnies ont cessé leurs activités et d'autres compagnies aériennes risquent d'être aussi mises en faillite dans les prochains mois.
  - Le groupe français Areva et son partenaire local sont retenus pour un contrat géant d'assainissement et de démantèlement de cuves et de déchets radioactifs. 54 000 tonnes de combustibles usagés doivent être traités auxquels s'en ajoutent 2 000 tonnes de plus par an. Ce contrat devrait assurer un chiffre d'affaires de 7,1 milliards de dollars sur cinq ans.
  - Le groupe américain Carlyle lève 2,2 milliards d'euros, auprès d'institutionnels américains et européens, destinés à investir exclusivement dans l'immobilier européen. Le groupe estime que la crise financière a créé des opportunités en Europe.

- Mardi 3 juin : 
  - Le constructeur General Motors annonce le lancement d'ici 2012 d'au moins vingt modèles hybrides ou entièrement électriques. Quatre usines produisant des 4x4 et des pick-up vont être fermées.
  - Remise en cause par le pentagone du contrat avec EADS.

- Lundi 9 juin : Le quatrième groupe financier de Wall Street, Lehman Brothers annonce avoir enregistré de lourdes pertes au second trimestre (2,8 milliards $) du fait des dépréciations d'actifs (3,7 milliards $) de ses crédits immobiliers résidentiels et commerciaux mais aussi des pertes de son activité de trading. Après une levée de fonds en février et avril de 5,9 milliards $, la banque annonce une nouvelle levée de 6 milliards $ du fait de la réduction (130 milliards $) de son bilan. En un an, 6 400 salariés ont été licenciés. Sa trésorerie est annoncée à 45 milliards $.

- Jeudi 12 juin : 
  - Le brasseur belgo-brésilien InBev (2e mondial) annonce une offre de rachat de son rival Anheuser-Busch (3e mondial), pour devenir ainsi le leader mondial pour 28 milliards d'euros. Le siège nord américain du groupe resterait implanté dans le fief historique de la famille Busch à Saint Louis. Il s'agit d'une offre amicale de deux groupes dotés d'actifs similaires mais complémentaires. À défaut de marques mondiales de bière, les brasseurs sont contraints de gérer des centaines de marques locales ou présentes dans un maximum de pays.
  - Le groupe pharmaceutique japonais « Daiichi Sankyo » (CA 5,3 milliards €) annonce le rachat du groupe pharmaceutique indien « Ranbaxy » (CA 1 milliard €) pour 3 milliards d'euros. Il s'agit d'un des leaders mondiaux dans les médicaments génériques qui ouvre au groupe japonais le marché des médicaments génériques dont il était absent et qui représente un quart du marché mondial des médicaments et lui permet de s'implanter dans de nouveaux pays.

- Vendredi 13 juin : Ouverture du sommet des ministres de finances du G8 à Osaka au Japon. Leur but est de chercher à comprendre les réels tenants et aboutissants de l'envolée actuelle du marché du pétrole et de celui des denrées alimentaires. Le directeur général de l'AIE, Nobuo Tanaka (en) présente une analyse des tendances du marché mondial du pétrole. Selon les observateurs du marché, « si la spéculation était vraiment à l'origine de la hausse des cours, on devrait voir des stocks se constituer, or ils n'apparaissent nulle part », même si les statistiques sont hétéroclites. Des recommandations sont en préparation, comme : la mise en place d'objectifs nationaux d'économie d'énergie, le démantèlement des subventions à la consommation dans les pays émergents — d'un montant actuel annuel de 55 milliards de dollars, la mise en place d'« instruments rapides » de secours en cas de crise alimentaire grave, la clarification des comptes bancaires, déjà demandée en avril dernier.

- Lundi 16 juin : Le cours du baril de pétrole bât son record à 139,89 dollars le baril.

- Mercredi 18 juin : L'américain Pfizer (no 1 mondial de l'industrie pharmaceutique) et l'indien Ranbaxy (no 1 mondial des médicaments génériques), trouvent au accord sur l'utilisation du brevet du Lipitor, le médicament le plus vendu au monde avec 12,7 milliards de dollars de ventes annuelles. Ce médicament indiqué dans le traitement du cholestérol est protégé jusqu'en 2010. Après cette date, Pzifer conservera, aux États-Unis, son droit d'exploitation exclusif jusqu'au 30 novembre 2011 puis Ranbaxy pourra bénéficier d'une exclusivité de droits d'exploitation du générique accordé par la FDA pendant 180 jours.

- Mercredi 24 juin 2008 : 
  - L'Allemand E.ON, deuxième énergéticien mondial, rachète une partie des actifs (France, Pologne, Italie et Turquie) d'Endesa pour 11,8 milliards d'euros.
  - La Commission européenne propose un plan de soutien aux 23 millions de petites entreprises de moins de 250 salariés de l'Union européenne. Elle propose :
    - un statut de société privée européenne fonctionnant selon les mêmes principes dans toute l'Europe,
    - la limitation de la responsabilité des actionnaires à leur apport ;
    - une TVA réduite pour les services fournis localement, y compris les services à forte intensité de main-d'œuvre ;
    - un engagement des États à réduire la charge administrative de 25 % d'ici 2012.

  - Volvo Cars, filiale de Ford annonce la suppression de 2 000 emplois.
  - La banque Barclays lève près de 6 milliards d'euros auprès d'investisseurs souverains d'Asie et du Moyen-Orient.

- Vendredi 27 juin : Le cours du baril de pétrole bât son record à 141 dollars le baril.

- Lundi 30 juin : Les autorités irakiennes, sous couvert de l'Iraq Petroleum Company, signent avec cinq compagnies pétrolières Occidentales (Exxon, Mobil, Shell, Total et BP) un accord pour moderniser la production et faire de la recherche de sites, en échange de livraison de pétrole. Le but est de monter la capacité de production de 2,5 à 3 millions de barils par jour.

### Juillet
- 1er juillet : à Wall Street, le baril passe les 143 $.
- Mardi 22 juillet 2008 : fusion de Gaz de France et Suez pour créer le groupe GDF Suez[3] et début de la cotation de l'action correspondante qui intègre le CAC 40
- IndyMac licencie environ la moitié de son personnel avant d'être mis sous le contrôle de la Federal Deposit Insurance Corporation.

### Août
- Vendredi 1er août 2008 : l'euro diminue face au dollar, 1 euro = 1,49 dollar.
- Jeudi 14 août 2008 : la croissance de la France recule de 0,3 % au deuxième trimestre 2008. Celle de l'Allemagne recule de 0,5 % pour la même période.

### Septembre
- Lundi 1er septembre 2008
  - L'euro continue sa baisse face au dollar, 1 euro = 1,46 dollar.
  - Le gouvernement français table sur une croissance 2008 d'un peu plus de 1 % contrairement aux 2 % prévus initialement.
  - Le cours du baril de pétrole tourne autour des 110 dollars. L'effet de l'ouragan nord-américain Gustav ne s'est pas encore fait sentir sur ce marché.
  - Le marché automobile français voit ses ventes de voitures neuves baisser de 7,1 % par rapport à août 2007. La progression reste toutefois à la hausse.
  - Le groupe GDF Suez, créé en juillet, publie ses premiers résultats bénéficiaires et un cours de l'action en hausse, supérieur à 40 euros.
- Lundi 15 septembre 2008 : La grande banque américaine Lehman Brothers se déclare en faillite et se place sous la protection du chapitre 11 du droit fédéral.

### Octobre
- Semaine du 6 au 10 octobre 2008, l'indice de la bourse de Paris perd 22 % sur cette durée, et 9,04 % sur la seule journée du lundi 6 octobre, soit la plus forte baisse jamais enregistrée depuis la création du CAC 40 en 1988.
- 12 octobre 2008 : réunion d'urgence du G7 et de l'eurogroupe, le Wekkend aboutira a l'annonce de plaans de soutien en Europe pour un montant total de près de 1700 milliards d'euros. (source Enjeux les echos décembre 2008, p. 41)
- 13 octobre 2008 : CAC40 gagne 11,18 %. Le premier ministre britannique Gordon Brown décide de recapitaliser les banques anglaises (37milliards de livres) les États-Unis injectent 250 milliards de dollars dans les leurs. (source Enjeux les echos décembre 2008, p. 41)
- 15 octobre 2008 : Rechute des marchés. Sommet de Bruxelles:les 27 adoptent le plan anticrise de l'Eurogroupe; (source Enjeux les echos décembre 2008, p. 41)

- Lundi 20 octobre 2008 : Le Bureau international du travail estime que le nombre de chômeurs dans le monde risque d'augmenter de 20 millions, passant de « 190 millions en 2007 à 210 millions fin 2009 » à cause de la crise financière. Le nombre de « travailleurs pauvres » qui vivent avec moins de un dollar par jour pourrait croître de 40 millions tandis que celui des personnes gagnant moins de deux dollars pourrait augmenter de 100 millions entre 2007 et 2009. Le directeur général du BIT, Juan Somavia évoque une crise sociale « sévère, longue et globale » et appelle à « une action rapide et coordonnée des gouvernements » sous la forme d'un « plan de sauvetage concentré sur l'économie réelle et les questions sociales »[4].

- Mardi 28 octobre 2008 : La monnaie européenne atteint son plus bas annuel autour de 1,233 dollar pour 1 euro.

### Novembre
- Lundi 3 novembre 2008 : 
  - La Norvège octroie à l'Islande un prêt à long terme de 500 millions d'euros.

- Vendredi 7 novembre 2008 : 
  - Le groupe Panasonic — leader mondial de l'électronique Grand public — annonce sa volonté de mener dans les prochains mois une OPA amicale sur Sanyo. Le CA cumulé atteint 96,2 milliards d'euros. L'intérêt de Sanyo réside dans sa position de leader sur le secteur des batteries vertes destinées aux voitures hybrides et électriques, un marché en pleine expansion, mais aussi dans les piles et les panneaux solaires, les cellules photovoltaïques, les batteries pour téléphones portables, les ordinateurs, les baladeurs numériques. Les trois principaux actionnaires sont Sumitomo Mitsui Banking, Daiwa Securities SMBC et Goldman Sachs[5],[6].

- Jeudi 13 novembre 2008 : 
  - Le total des actifs du secteur des fonds spéculatifs — "hedge funds", appréciés pour leur talent à apporter de forts retours sur investissement en pratiquant des stratégies risquées et en recourant à l'endettement à grand volume — a diminué en octobre de 100 milliards de dollars, sous l'effet combiné des retraits de leurs investisseurs pour 60 % à la suite des mauvaises performances des investissements[7].

- Vendredi 14 novembre 2008 : 
  - L'inflation atteint son plus bas niveau dans la zone euro depuis le début de l'année avec 3,2 %, grâce à la baisse des produits pétroliers. La zone entre officiellement en récession.
  - La banque franco-belge Dexia annonce une nouvelle perte de 1,54 milliard d'euros pour le troisième trimestre et une autre de 1,5 milliard d'euros liée à la vente de sa filiale FSA.
  - Le Japon s'engage à mettre à disposition deux milliards de dollars destinés à aider les banques « sur les petits marchés émergents ».
  - Les pays du G20 se réunissent pendant deux jours à Washington pour s'entendre sur une plus grande supervision de la finance mondiale et une meilleure coordination des politiques économiques pour éviter une nouvelle crise financière et relancer la croissance[8].

- Lundi 17 novembre 2008 : 
  - Le groupe General Motors annonce la vente de sa participation de 3,2 % dans Suzuki pour 180 millions $.
  - La banque Citigroup annonce la suppression de 50 000 postes sur les 350 000 personnes qu'elle emploie de par le monde.

- Mardi 18 novembre 2008 : 
  - Le secrétaire au Trésor Henry Paulson déclare qu'il ne puisera pas davantage dans les 700 milliards de dollars mis à sa disposition par le Congrès pour sauver les banques d'ici à la prise de fonction du président Barack Obama, le 20 janvier. 290 milliards ont déjà été distribués par le Trésor.
  - Un chef d'entreprise, né en Chine et naturalisé américain, plaide coupable devant le tribunal fédéral de Norfolk (Virginie Est), d'avoir, entre janvier 2003 et octobre 2007, fourni à la République populaire de Chine des informations sur « un système de moteur cryogénique pour des lanceurs »[9].
  - Le groupe automobile Chrysler annonce être désormais à court de liquidités pour pouvoir fonctionner normalement et demande un prêt relais immédiat de l'État fédéral.

- Mercredi 19 novembre 2008 : 
  - Selon le PDG de Renault-Nissan, Carlos Ghosn[10], le secteur automobile ne sortira pas intact de la crise financière. Le « flux de crédit est très loin de la normale et la récession qui a commencé aux États-Unis est en train de s'étendre », le paysage automobile mondial va être bouleversé par la crise, aboutissant à la disparition d'acteurs et au regroupement d'autres.
  - Le constructeur aéronautique Boeing annonce la prochaine suppression de 800 emplois dans sa division défense sur le site de production de Wichita (Kansas).
  - Le FMI annonce accorder un prêt de 2,1 milliards de dollars à l'Islande.

- Jeudi 20 novembre 2008 : 
  - Le Japon annonce un déficit de 63,92 milliards de yens (510 millions d'euros) à cause de la chute de ses exportations vers les États-Unis et l'Europe.
  - Islande : en complément du prêt de 2,1 milliards de dollars accordé par le FMI, les pays nordiques octroient un prêt conjoint à l'Islande de 2,5 milliards de dollars.
  - Les pays de l'Union européenne annoncent un accord pour réaménager la politique agricole commune (PAC) via un relèvement progressif des quotas laitiers et une baisse des subventions à la production.
  - Le pétrole passe sous la barre symbolique des 50 dollars le baril, jusqu'à 48,64 $.
  - Plongeon général de toutes les bourses autour de 5 %. Les observateurs parlent de plus en plus de déflation.
  - Le groupe Rolls Royce annonce la suppression en 2009 de 1 500 à 2 000 postes de travail sur son effectif mondial de 39 000.
  - Le groupe PSA (Peugeot-Citroën) annonce un plan de réduction d'effectifs portant sur 2 700 postes de travail.
  - Le groupe pétrolier Chevron déclare l'« état de force majeure » sur ses chargements de brut au terminal d'Escravos (Sud du Nigeria) ce qui entraîne la non-garantie de ses livraisons.

- Samedi 22 novembre 2008 :
  - Les dirigeants du forum de Coopération économique pour l'Asie-Pacifique (APEC), réunis en sommet à Lima (Pérou), estiment que les mesures de protectionnisme peuvent avoir comme conséquences d'exacerber la crise économique actuelle.
  - Le groupe d'électronique Philips annonce la suppression de 1 600 postes de travail sur les 32 000 emplois de sa division médicale au niveau mondial, principalement aux États-Unis, en Allemagne et aux Pays-Bas, où la production de matériel d'imagerie médicale est la plus importante.
- Dimanche 23 novembre 2008 : Le Venezuela et l'Iran réclament à l'OPEP une baisse des volumes de production du pétrole pour soutenir les cours qui sont passés à moins de 50 $ le baril.

- Lundi 24 novembre 2008 : 
  - La Banque mondiale revoit à la baisse ses prévisions de croissance 2009 pour la Chine à 7,5 % contre 9,0 % auparavant.

- Mardi 25 novembre 2008 : 
  - Le groupe ArcelorMittal annonce qu'il va supprimer 9 000 postes de travail dans le monde dont 6 000 en Europe et 1 400 en France.

- Vendredi 28 novembre 2008 : 
  - Le roi Abdallah d'Arabie saoudite estime que le prix « équitable » du baril de pétrole est à 75 dollars.

- Samedi 29 novembre 2008 : 
  - Réunion extraordinaire de l'OPEP au Caire (Égypte). Selon le ministre algérien du pétrole Chakib Khelil, les quotas de production restent inchangés à 27,3 millions de barils par jour.

### Décembre
- Jeudi 4 décembre 2008 :
  - Le groupe américain de télécommunication AT&T annonce la suppression de 12 000 emplois d'ici fin 2009, soit 4 % de ses effectifs.
  - Le groupe néerlandais d'électronique Grand public Philips annonce un risque de perte de 1,1 milliard d'euros pour l'année 2008. Toutes ses participations et secteurs sont touchés : l'électronique Grand public et l'éclairage, mais aussi les dalles pour écran plat (LG-Philips LCD, le 2e fabricant mondial, 11 % des parts), les puces électroniques (NXP, 20 % des parts).
  - Le groupe japonais de services financiers Nomura Holdings annonce une réduction d'effectif de mille emplois à Londres, sur un total de 4 500, en raison de difficultés dans la reprise des activités de l'ex-banque d'affaires américaine Lehman Brothers en Europe. Nomura s'était engagé à reprendre plus de 8 000 ex-employés de Lehman Brothers en Asie-Pacifique, en Europe et au Moyen-Orient, ainsi qu'au centre de soutien mondial basé à Bombay.
  - La banque de Boston, State Street annonce la suppression prochaine de quelque 1 800 postes de travail, pour les deux tiers en Amérique du Nord, soit environ 6 % de ses effectifs, dans le cadre d'une restructuration, alors qu'elle a obtenu deux milliards de dollars de fonds publics.
  - Le Crédit suisse annonce une nouvelle perte pour le quatrième trimestre de quelque 3 milliards de francs suisses (1,95 milliard d'euros) et prévoit la suppression de 5 300 emplois, soit 11 % de son effectif global.

- Vendredi 5 décembre 2008 : 
  - Le Département du travail annonce que l'économie américaine a perdu 533 000 emplois en novembre, faisant monter le taux de chômage aux États-Unis à 6,7 %, un plus haut depuis plus de quinze ans.
  - Les cours du baril de pétrole ont touché 39,91 dollars à Londres et 40,50 dollars à New York, leurs niveaux les plus bas depuis début le 6 janvier 2005, après la parution des mauvais chiffres de l'emploi américain.
  - Le constructeur aéronautique Airbus engrange un très important contrat ferme avec Etihad Airways, concernant 20 moyen-courriers A320, 25 long-courriers A350 et 6 gros porteurs A380.

- Samedi 6 décembre 2008 : 
  - La banque centrale de l'Inde abaisse de 7,5 % à 6,5 % (-1pts) son taux d'intérêt à court terme pour faciliter l'accès au crédit et de relancer la croissance.
  - Selon l'Association des constructeurs automobiles chinois, en un an, le marché des automobiles neuves a reculé de 10,3 %, un indicateur qui confirme le ralentissement économique du pays et selon l'Association des constructeurs automobiles vietnamiens, en un an, le marché des automobiles neuves a reculé de 49 %.

- Lundi 8 décembre 2008 : 
  - Selon Paul Krugman, prix Nobel d'économie 2008, l'économie mondiale risque de subir le contrecoup des turbulences financières pendant encore au moins trois ans.

- Mardi 9 décembre 2008 : 
  - Le géant minier anglo-australien Rio Tinto annonce la suppression de 14 000 emplois, dans le cadre d'une plan de réduction de sa dette, alors que le prix des matières premières est en forte baisse.
  - Le patron de Fiat Sergio Marchionne dresse un sombre tableau de l'industrie automobile et explique que la seule solution est une forte consolidation au sein du secteur; seulement six groupes mondiaux devraient rester à moyen terme. Le groupe automobile Fiat pourrait lier une alliance dans les deux ans avec un constructeur européen et le scénario le plus probable est un rapprochement avec le français PSA[11].

- Mercredi 10 décembre 2008 : 
  - Selon l'agence de presse Kyodo, après deux trimestres consécutifs de décroissance, le Japon est entré officiellement en récession en septembre. L'année budgétaire 1er avril 2008/31 mars 2009 devrait connaître une évolution négative de son produit intérieur brut et l'année budgétaire 1er avril 2009/31 mars 2010 devrait au mieux connaître une croissance nulle du PIB.
  - L'Italie, après deux trimestres consécutifs de décroissance, est entré officiellement en récession au troisième trimestre, avec un recul du PIB de 0,5 %.

- Jeudi 11 décembre 2008 :
  - L'assureur américain AIG met en vente plusieurs de ses filiales pour un montant total de 15 milliards US$, dont son activité américaine d'assurances aux particuliers (notamment automobile et habitation) pour 5 milliards et sa filiale Alico (assurance vie, santé et retraite), très implantée au Japon, pour 10 milliards. Une autre de ses filiales Hartford Steam Boiler (énergie) intéresserait des repreneurs. AIG a échappé à la faillite grâce à une aide de 152 milliards de l'État américain mais s'est engagé à des cessions d'actifs pour rembourser une partie de l'argent prêté.

- Vendredi 12 décembre 2008 :
  - Affaire Madoff : Un gérant de hedge fund américain — parmi les trois plus importants — aurait escroqué ses clients — de riches particuliers, d'autres hedge funds, des banques et des compagnies d’assurance — pour un montant de 50 milliards US$[12].
  - Le constructeur automobile General Motors va au premier trimestre 2009 mettre en chômage technique de nombreuses usines représentant 30 % de ses capacités de production en Amérique du Nord
  - La Réserve fédérale américaine (Fed) a annoncé aujourd'hui avoir acheté trois milliards de dollars supplémentaires d'obligations émises par les organismes de refinancement hypothécaire Fannie Mae et Freddie Mac. La Fed avait déjà racheté 5 milliards de dollars de dette de Fannie Mae et Freddie Mac lors d'une opération similaire la semaine précédente[13].

- Lundi 15 décembre 2008 : Le directeur général du Fonds monétaire international (FMI), Dominique Strauss-Kahn, déclare que « la possibilité d'une récession mondiale était réellement devant nous ».

- Mardi 16 décembre 2008 : Selon l'Association des constructeurs automobiles européens, les ventes de voitures neuves en Europe, plombées par la crise économique et financière, ont plongé en novembre de 25,8 % sur un an.

- Mercredi 17 décembre 2008 : 
  - Les pays membres de l'OPEP se réunissent à Oran (Algérie) pour décider d'une baisse record de leur offre de 2,2 millions de barils par jour, la plus importante décidée depuis 1982. À New York, le prix du baril de pétrole est tombé sous les 40 US$ pour la première fois depuis le 14 juillet 2004.
  - Selon le cabinet PricewaterhouseCoopers (PWC), la production mondiale de véhicules électriques, très faible aujourd'hui, pourrait atteindre 1,5 million d'exemplaires à l'horizon 2020, mais que les coûts élevés des batteries vont conditionner « le niveau de demande des consommateurs ».
  - Record à la baisse de la livre sterling tombée pour la première fois à 1,0867 après des statistiques d'emploi pires que prévu à 3,3 % au lieu de 3,1 %.
  - Les administrateurs chargés du redressement de la chaîne de magasins britannique Woolworths, ayant échoué à trouver un repreneur, confirment que toutes ses succursales seraient fermées définitivement d'ici le 5 janvier. Cette chaîne populaire de magasins, presque centenaire, est une institution en Grande-Bretagne, vendant pratiquement de tout, des jouets aux accessoires de cuisine. La fermeture définitive de la chaîne, qui avait déjà été annoncée par plusieurs médias britanniques, va faire perdre leur emploi aux 22 000 salariés permanents et 5 000 intérimaires qui travaillaient dans les magasins.

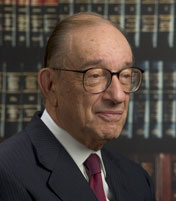
Alan Greenspan
(décembre 2004)

- Jeudi 18 décembre 2008 : Le cours du baril de pétrole à New York, est tombé à 36,11 US$, son niveau le plus bas depuis début le 29 juin 2004.

- Vendredi 19 décembre 2008 : 
  - Le cours du baril de pétrole à New York, est tombé à 32,40 US$, son niveau le plus bas depuis février 2004. L'OPEP décide d'abaisser sa production jusqu'à ce que les prix se stabilisent.
  - L'ancien président de la Réserve fédérale des États-Unis, Alan Greenspan, déclare dans l'hebdomadaire The Economist : « Les marchés sont étouffés par un degré de peur inconnu depuis le début du XXe siècle […] la nature humaine étant ce qu'elle est, nous pouvons compter sur une inversion du marché, avec un peu de chance, d'ici six mois à un an […] actuellement les investisseurs craintifs demandent un coussin de capital bien plus gros avant de prêter, sans garantie, à tout intermédiaire financier […] lorsque le capital des banques se sera finalement ajusté aux impératifs actuels du marché, il pourrait atteindre ses plus hauts niveaux […] Et ce n'est pas exagérer que d'en déduire que ces niveaux plus élevés deviendront la base d'un nouveau système de régulation ».

- Dimanche 21 décembre 2008 : Le FMI appelle les États à une hausse des dépenses budgétaires et à des réductions fiscales temporaires de l'ordre de 120 000 milliards de dollars, ou 2 % du PIB mondial, pour pallier la chute de la demande consécutive au resserrement du crédit. Selon son président Dominique Strauss-Kahn qui estime que 2009 s'annonce « comme une année vraiment mauvaise » : « La question des troubles sociaux a été mise en relief par les journalistes, ce que je peux comprendre, mais ce n'est qu'une partie du problème […] Le problème est que l'ensemble de la société va souffrir. »

- Lundi 22 décembre 2008 : 
  - Le groupe automobile Toyota Motor annonce une perte d'exploitation de 150 milliards de yens (1,22 milliard d'euros), la première de toute son histoire, pour l'exercice 2008-2009 qui se terminera fin mars.
  - Le secrétaire général de l'Organisation de coopération et de développement économiques, José Ángel Gurría, prévoît « 20 à 25 millions » de chômeurs en plus dans le monde à cause de la crise d'ici 2010, dont 8 à 10 millions au sein de l'OCDE.

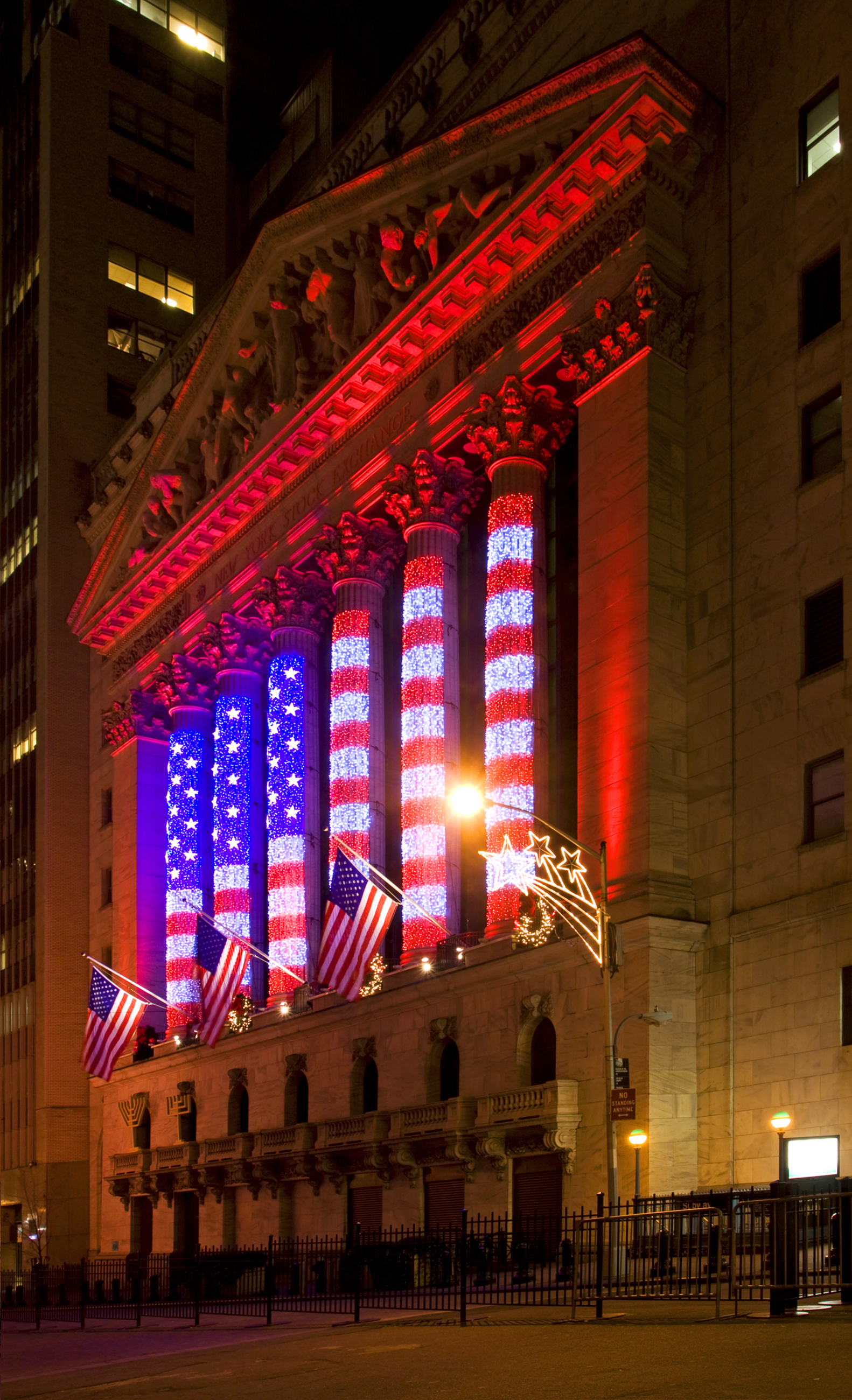
NYSE
(décembre 2008)

- Mardi 23 décembre 2008 : Selon le chef économiste du FMI, Olivier Blanchard, les États doivent agir d'urgence pour relancer la demande s'ils veulent éviter une Grande Dépression comme celle des années 1930 et les banques doivent cesser de restreindre leur offre de crédit : « Nous sommes en présence d'une crise d'une amplitude exceptionnelle, dont la principale composante est un effondrement de la demande […] Les indices de confiance des consommateurs et des entreprises n'ont jamais autant chuté depuis qu'ils existent […] Les mois qui viennent vont être très mauvais. Il est impératif de juguler cette perte de confiance, de relancer […] la demande privée, si l'on veut éviter que la récession ne se transforme en Grande Dépression [Les banques] continuent à réduire leurs crédits aux particuliers comme aux entreprises ou aux pays émergents […] il n'y aura pas de redémarrage de la croissance sans que ce problème soit résorbé ».

- Mercredi 24 décembre 2008 : La production, les ventes et l'exportation d'automobiles au Japon sont en baisse importante, de l'ordre de 20 à 30 % sur un an. Toutes marques comprises (Toyota, Lexus, Hino, Daihatsu), la production au Japon a chuté de 24,1.

- Mardi 30 décembre 2008 : le Trésor annonce un paquet de 6 milliards de dollars, dont 5 milliards de dollars de recapitalisation, pour sauver le groupe de services financiers GMAC, actuellement contrôlé par General Motors et le fonds Cerberus (propriétaire de Chrysler).

- Mercredi 31 décembre 2008 : bilan négatif pour la Bourse de New York qui s'est effondrée en 2008, l'indice Dow Jones lâchant 34 % sur l'ensemble de l'année et réalisant sa pire performance depuis 1931.